# Pont d'U Bein
Le pont d'U Bein est un pont de teck situé sur le lac Taungthaman, à Amarapura, dans le centre de la Birmanie (région de Mandalay). Il a été  construit à partir de 1849 par le maire d'U Bein avec des colonnes de teck abandonnées lors du transfert de la capitale à Mandalay. Il traverse le lac sur 1,2 kilomètre pour aboutir près du Kyautawgyi Paya, ce qui en fait le plus long pont de teck du monde avec ses 1 060 piliers.

## Histoire

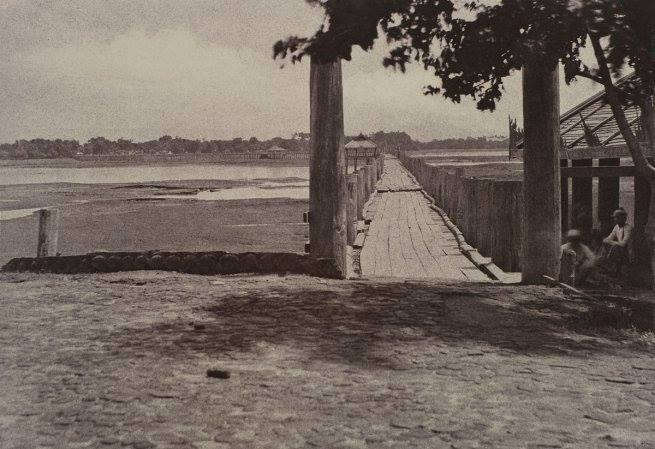
Le pont en 1855.

## Galerie

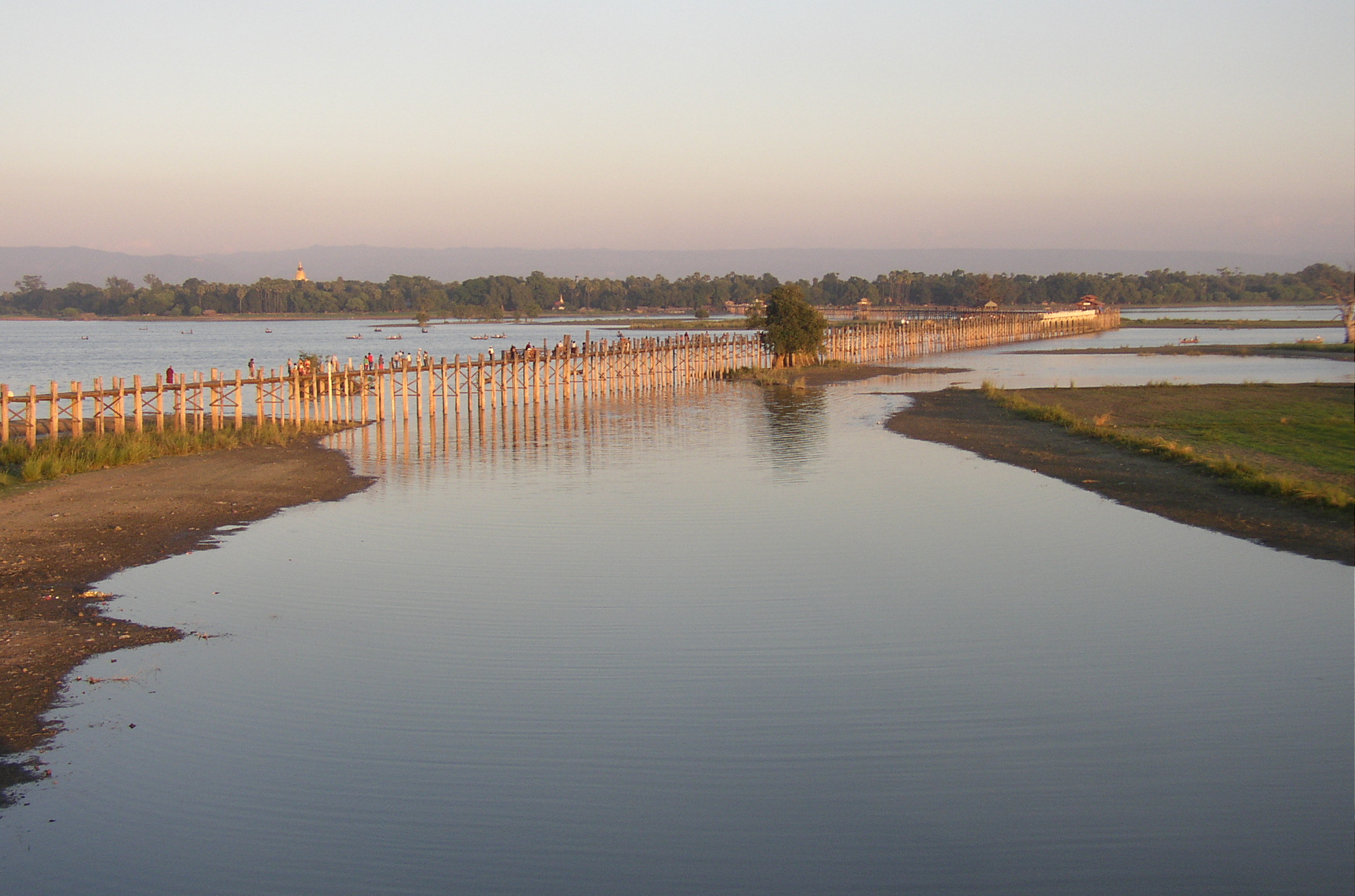
Le pont d'U Bein en 2005.
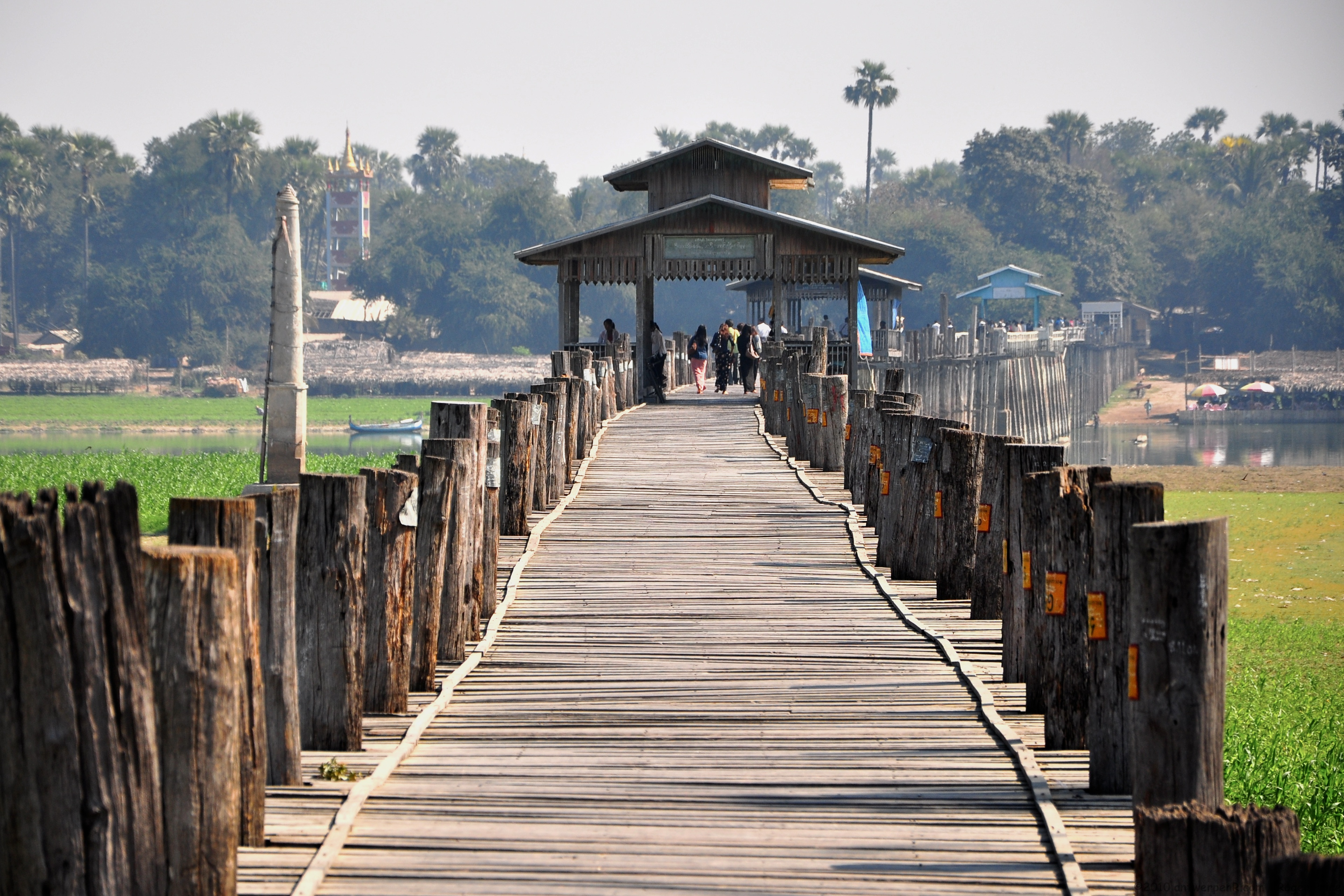
Sur le pont.
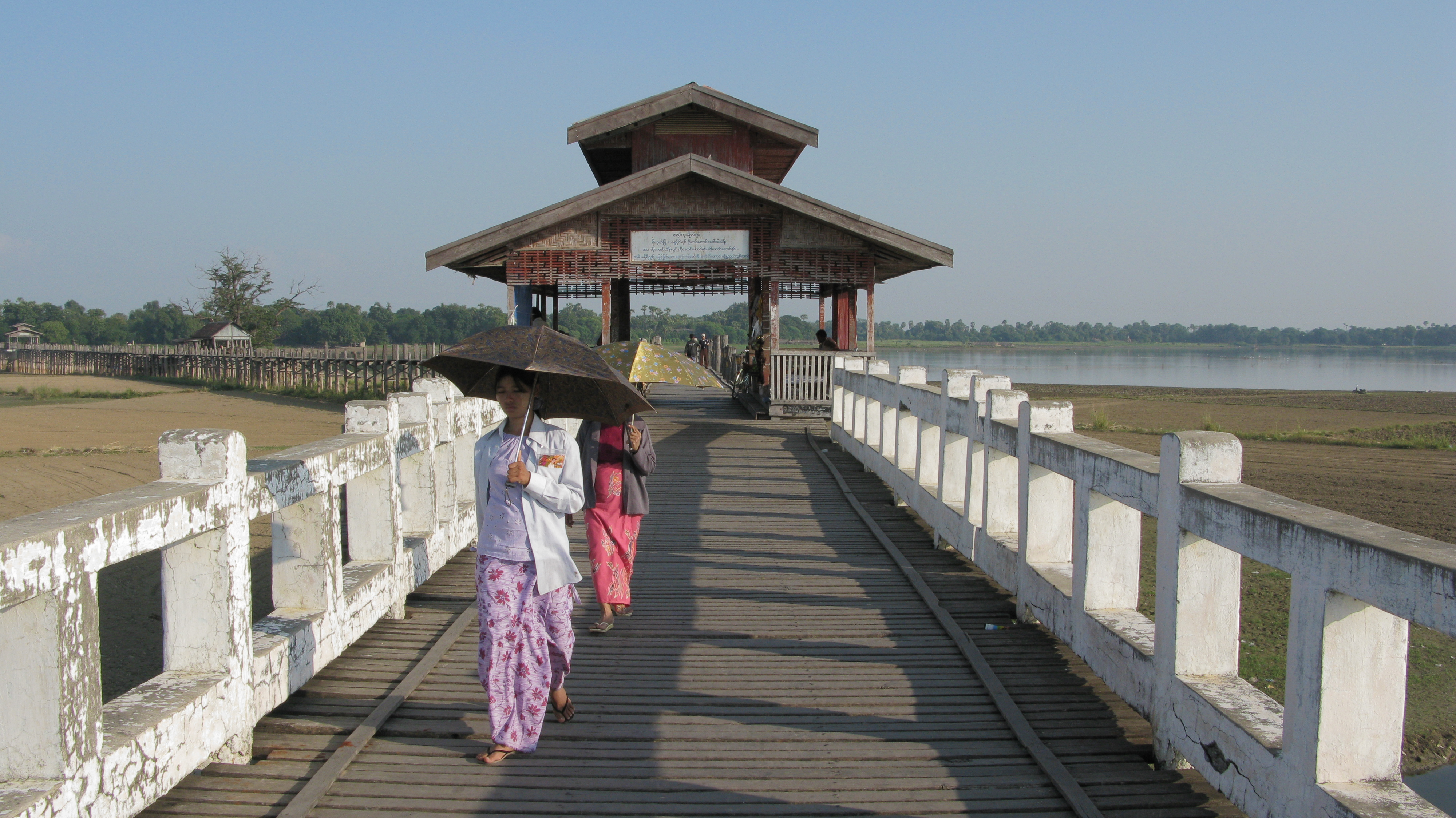
Le pont d'U Bein en 2008
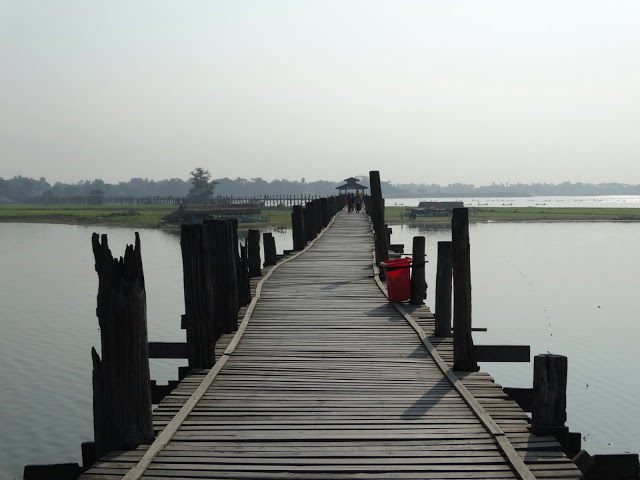
Le pont d'U Bein en 2016.
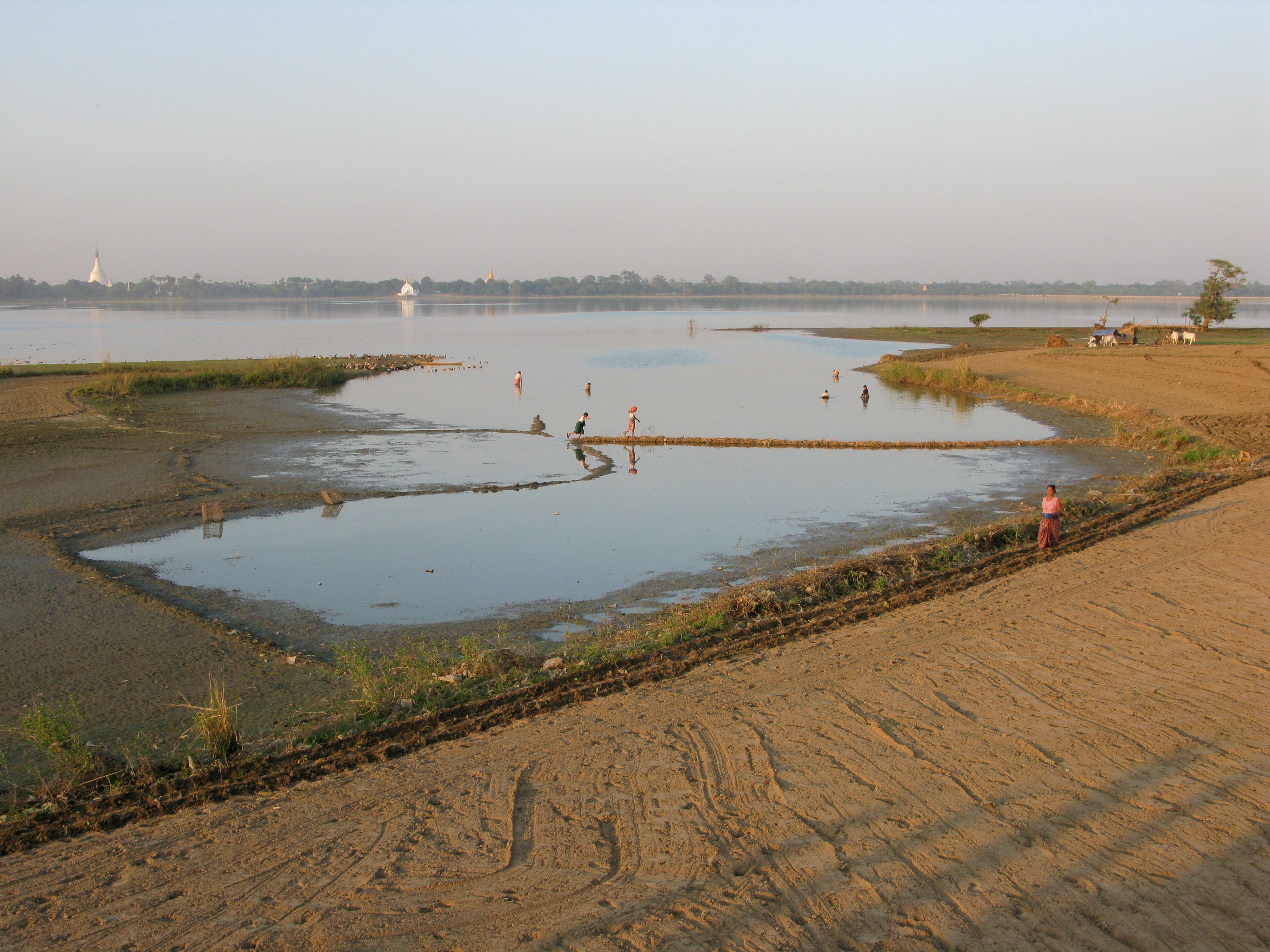
Lac Taungthaman